# Konrad Adenauer
Konrad Hermann Joseph Adenauer (Colonia, 5 gennaio 1876 – Bad Honnef, 19 aprile 1967) è stato un politico e statista tedesco e uno dei padri fondatori della Comunità europea, insieme ai francesi Robert Schuman e Jean Monnet e all'italiano Alcide De Gasperi. Cancelliere della Germania Ovest dal 1949 al 1963 e leader dell'Unione Cristiano-Democratica (CDU) dal 1950 al 1966, la sua carriera politica è durata circa 60 anni.
Ha condotto la Germania Ovest dalle rovine della seconda guerra mondiale ad essere una nazione produttiva e prospera, forgiando stretti rapporti con Francia, Italia, Regno Unito e Stati Uniti. Durante i suoi anni al potere, la Germania Ovest ha ottenuto nuovamente la stabilità e il rispetto internazionale dopo la guerra. Adenauer è stato cancelliere fino a 87 anni per cui venne soprannominato "Der Alte", in italiano "Il vecchio". Lo storico britannico Roy Jenkins disse che era stato "l'uomo di Stato più anziano mai in carica elettiva". Egli smentiva la sua età con la sua intensa abitudine di lavoro e il suo straordinario istinto politico, mostrando un forte impegno per una visione ampia della democrazia liberale basata sul mercato e l'anticomunismo.
Uomo politico accorto, Adenauer è stato profondamente impegnato ad attuare una politica estera filo-occidentale e nel ripristino della posizione della Germania Ovest nel mondo. Ha lavorato per ripristinare l'economia tedesco-occidentale dalla distruzione della seconda guerra mondiale e, con il miracolo economico tedesco, l'ha portata in Europa in una posizione predominante. Nel 1955 ha ricostruito l'esercito tedesco, la Bundeswehr. Ha stretto patti con la Francia, rendendo possibile l'unificazione economica dell'Europa occidentale. Adenauer era un acerrimo rivale della Germania Est e portò la sua nazione ad essere membro della NATO e un fedele alleato degli Stati Uniti.
Può quindi essere considerato il "fondatore" della Germania contemporanea. Adenauer, con il generale de Gaulle, fu uno dei promotori della riconciliazione franco-tedesca. Devoto cattolico romano, fu un leader politico del Partito di Centro nella Repubblica di Weimar, ricoprendo la carica di sindaco di Colonia (1917-1933) e di Presidente del Consiglio di Stato prussiano (1922-1933).

## Biografia
Konrad Adenauer era il terzo dei cinque figli di John Konrad Adenauer, nato nel 1833 e deceduto nel 1906, e di sua moglie Helene Scharfenberg, nata nel 1849 e deceduta nel 1919. Nacque a Colonia, nella Prussia renana, il 5 gennaio 1876. I suoi fratelli erano Augustus, nato nel 1872 e deceduto nel 1952, Johannes, nato nel 1873 e deceduto nel 1937, Lilli, nata nel 1879 e deceduta nel 1950, ed Elizabeth, che morì poco dopo la nascita nel 1880. In gioventù Adenauer fu molto condizionato dal Kulturkampf, un'esperienza che gli lasciò per tutta la vita una sorta di antipatia per il "prussianesimo" e che condusse lui e molti altri cattolici renani del XIX secolo a risentire profondamente dell'annessione della Renania alla Prussia.

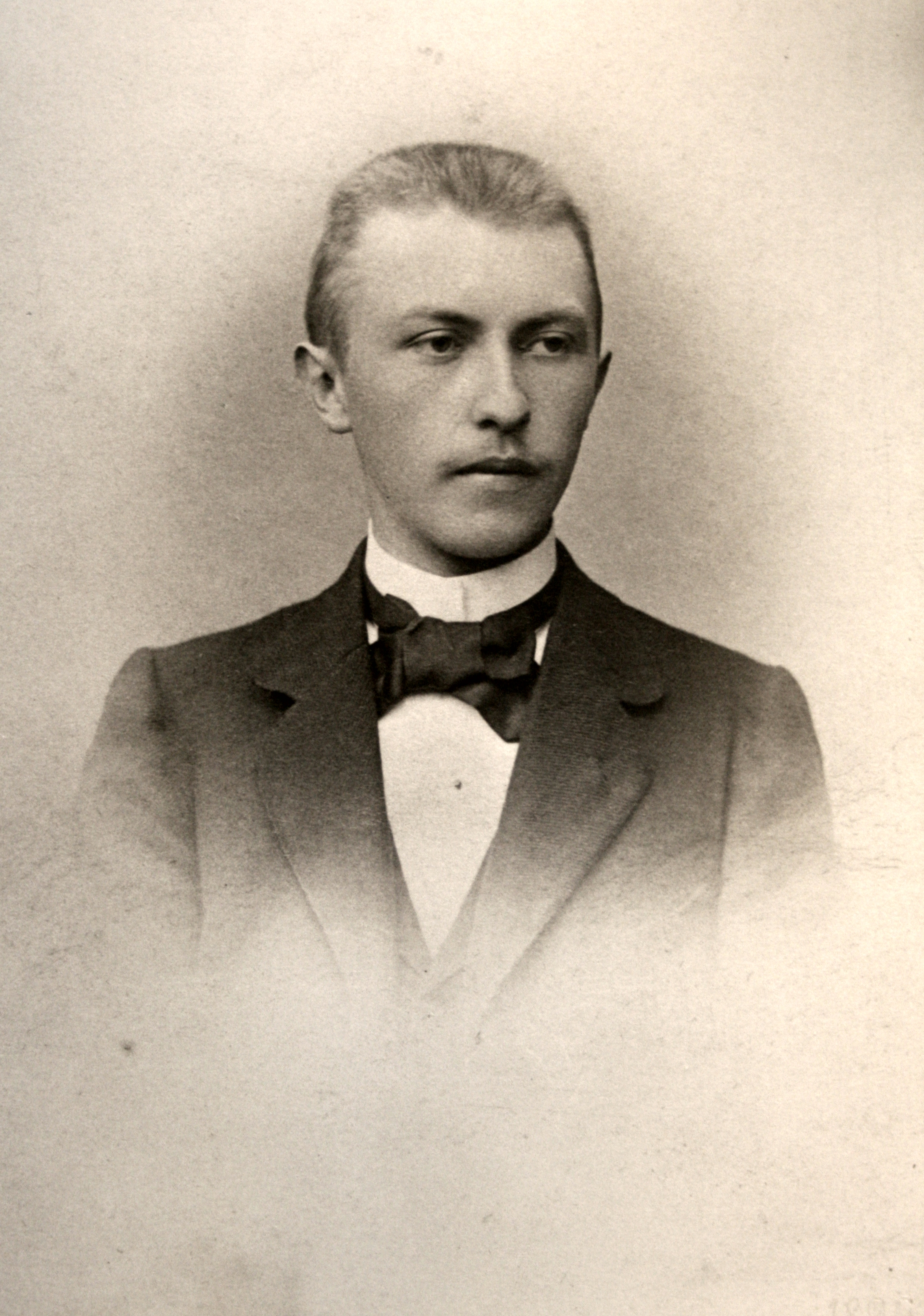
Adenauer nel 1896

Nel 1894 conseguì la maturità e iniziò a studiare diritto e politica presso l'Università di Friburgo, l'Università di Monaco di Baviera e l'Università di Bonn. Nel 1896, all'età di 20 anni, venne arruolato nell'esercito tedesco, ma non superò l'esame fisico a causa di problemi respiratori cronici che aveva fin dall'infanzia. Fu membro di numerose associazioni studentesche cattoliche della K.St.V. Arminia Bonn a Bonn. Si laureò nel 1900 e successivamente lavorò come avvocato presso il tribunale di Colonia.
Secondo il famoso erborista francese Maurice Mességué, che riporta di averlo conosciuto e curato, Adenauer sarebbe stato fortemente interessato all'uso di erbe medicinali. Adenauer trovava relax e grande piacere nel gioco delle bocce, che praticava, anche con il figlio, in una villa presa in affitto a Cadenabbia, sul lago di Como, dove trascorse le vacanze dal 1959 al 1966. La villa è stata in seguito acquisita come centro conferenze dalla Fondazione politica Konrad-Adenauer, fondata dal partito di Adenauer, l'Unione Cristiano Democratica (CDU).

## Carriera politica

### Carriera politica fino alla seconda guerra mondiale
Cattolico praticante, Adenauer entrò nel 1906 nel partito cattolico Zentrum e nello stesso anno fu eletto al consiglio comunale di Colonia. Nel 1909 divenne vice sindaco della città. Dal 1917 al 1933 fu sindaco di Colonia e in quella veste si confrontò con il separatismo renano, teso a creare uno Stato di Renania facente parte della Germania, ma al di fuori della Prussia. Adenauer aderiva al piano voluto dalla Francia per creare uno stato della Renania, indipendente dalla Germania. Durante la Repubblica di Weimar Adenauer fu presidente del Consiglio di Stato Prussiano, dal 1922 al 1933, organo che rappresentava le città e le province della Prussia.
L'ascesa del nazismo nel 1933 condusse alla sconfitta elettorale dello Zentrum a Colonia e Adenauer, oppositore dichiarato del nazismo, si rifugiò presso l'abbazia di Maria Laach. Dopo la "notte dei lunghi coltelli" fu per breve tempo imprigionato e negli anni successivi si spostò da una località all'altra, riuscendo poi nel 1937 a riottenere la sua casa, che nel frattempo gli era stata confiscata.
Visse nell'ombra per gli anni successivi, ma dopo il fallito attentato a Hitler del 20 luglio 1944 venne di nuovo imprigionato. Non convinto del successo dell'operazione, Adenauer non aveva partecipato al complotto, benché alcuni degli organizzatori gli avessero chiesto di aderirvi. Fu così liberato alcune settimane dopo. Con la conclusione della guerra, gli statunitensi lo reinsediarono nella carica di sindaco di Colonia, ma l'amministrazione britannica lo licenziò poco più tardi per "incompetenza".

### Fondatore della CDU

Manifesto elettorale di Adenauer

Dopo le dimissioni da sindaco di Colonia, Adenauer si lanciò nella costruzione di un nuovo partito politico, erede del Partito Cattolico di Centro e che nei progetti di Adenauer avrebbe dovuto accogliere non solo cattolici, ma anche protestanti. Dal 1945 al 1949 fu uno dei massimi artefici della unificazione dei vari gruppi conservatori e cristiano-democratici nati nella Germania Occidentale: nacque così l'Unione Cristiano Democratica (CDU), il maggior partito tedesco di centrodestra, di cui, fin dal 1949, Konrad Adenauer fu presidente e leader indiscusso.
Nei cinque anni seguenti lavorò assiduamente per rafforzare il partito e ottenere consensi, cercando inoltre di far prevalere la propria visione ideologica. Quest'ultima era in contrapposizione con quella di molti membri della CDU, che propugnavano un'unità tra socialismo e cristianesimo. Adenauer poneva infatti maggiormente l'accento sulla centralità dell'individuo, condannando sia il nazismo che il socialismo come visioni "materialiste" del mondo, nemiche della dignità dell'individuo.
Il ruolo di leader nella CDU gli valse nel 1948 la presidenza del Consiglio Parlamentare, fortemente voluto dagli Alleati per la redazione di una carta costituzionale da applicare alle tre aree tedesche sotto controllo occidentale. Dalla posizione di predominio ottenuta, fu facile per Adenauer divenire primo capo del nuovo governo nel maggio 1949, subito dopo l'approvazione della Costituzione.

### Cancelliere della Germania Ovest

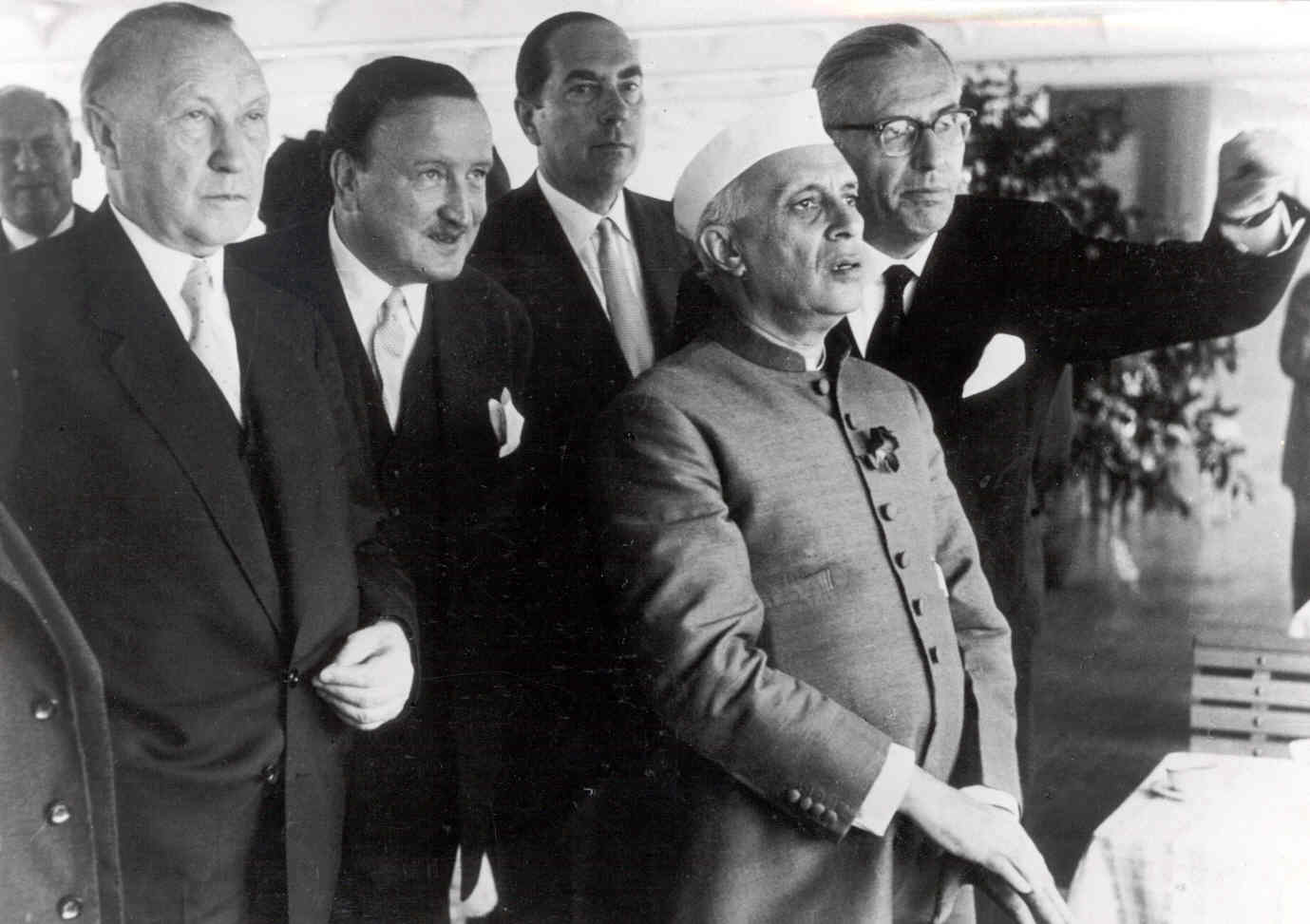
Konrad Adenauer, insieme a Hermann Josef Abs in occasione della visita di stato del premier indiano Jawaharlal Nehru nel 1956

Nelle prime elezioni democratiche dopo la caduta del nazismo per l'elezione del Bundestag della Repubblica Federale Tedesca (15 agosto 1949), la CDU emerse come il più forte partito. Theodor Heuss fu eletto Presidente della Repubblica, e Adenauer fu eletto Cancelliere il 16 settembre 1949. Nel luglio 1951, dopo una sua visita ufficiale in Italia, venne formalmente abolito lo stato di guerra tra Germania e Italia.

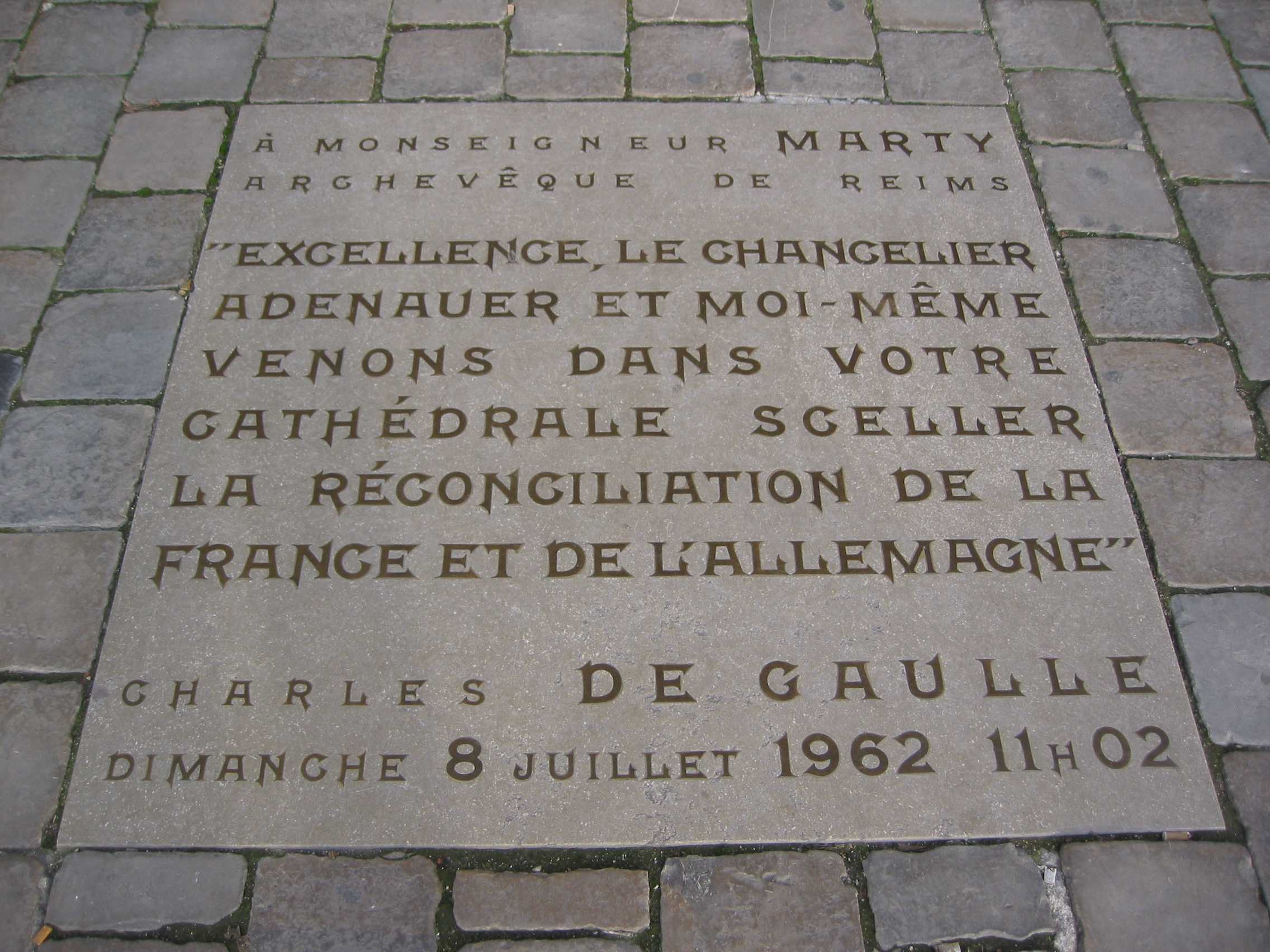
Targa commemorativa della riconciliazione tra Francia e Germania posta all'esterno della cattedrale di Reims

La politica di Adenauer fu rivolta verso diverse direttrici: in politica interna, costruire una democrazia stabile e rilanciare l'economia in una Germania occidentale distrutta dalla guerra; in politica estera, giungere a una piena riconciliazione con la Francia, schierandosi sempre più verso l'Occidente nell'ambito della divisione dei blocchi, ma allo stesso tempo difendere la propria sovranità, entrare con pieni diritti nelle nascenti organizzazioni della NATO e dell'Organizzazione per la cooperazione economica europea (OECE). Adenauer stabilì in Germania un efficiente sistema pensionistico, parte integrante del suo modello di "economia di mercato sociale" realizzato insieme al suo ministro dell'Economia e successore Ludwig Erhard: un modello teso a creare un'economia mista, basata su un capitalismo moderato da elementi di welfare sociale e principi cattolici, che consentì il boom economico di quegli anni, il cosiddetto Wirtschaftswunder (in italiano: miracolo economico).
La politica di Adenauer fu però esposta anche a non poche critiche. In particolare, venne affermato che la sua aspirazione a una rapida ripresa economica e alla stabilità interna fu realizzata senza tenere conto della necessità di una riunificazione delle due Germanie. Nel 1951 il suo governo sollevò presso la Corte costituzionale il quesito che condurrà in seguito al verdetto di messa fuorilegge del Partito comunista di Germania (KDP). Nel corso della guerra fredda Adenauer difese inoltre il diritto della Germania ovest al riarmo.
Quando nel 1952 il dittatore sovietico Stalin propose la riunificazione delle due Germanie in un unico Stato neutrale e smilitarizzato, Adenauer - appoggiato in questo dagli Alleati - rifiutò la proposta. I critici di Adenauer lo hanno accusato di egoismo nazionalista e hanno criticato anche la sua linea politica conservatrice, evidente nel fatto che vari uomini coinvolti nel regime nazista furono suoi collaboratori nell'attività di governo, come, per esempio, Albert Kesselring e Hans Globke.
In un discorso del 20 settembre 1949 Adenauer aveva denunciato l'intera campagna di denazificazione perseguita dagli Alleati nell'immediato dopoguerra, anticipando che avrebbe introdotto un'amnistia per i criminali di guerra nazisti e che aveva intenzione di fare richiesta di entrare a far parte del gruppo di "Alti Commissari per una corrispondente amnistia per le pene inflitte dai tribunali delle forze armate alleate" ("High Commissioners for a corresponding amnesty for punishments imposed by the Allied military courts"). Adenauer sosteneva che la continuazione della denazificazione avrebbe causato "un nazionalismo crescente e sempre più estremista", poiché i milioni di tedeschi che avevano appoggiato il regime nazista si sarebbero sentiti definitivamente esclusi dalla vita civile postbellica. Alla data del 31 gennaio 1951, l'amnistia aveva beneficiato quasi 800 000 persone, responsabili a vari livelli di crimini anche gravi, come l'omicidio e la deportazione nei campi di sterminio.
A partire dall'agosto 1950, Adenauer cominciò a fare pressione sugli alleati occidentali per liberare tutti i criminali di guerra imprigionati, specialmente quelli della Wehrmacht, sostenendo che il perdurare della loro detenzione costituiva un ostacolo alla politica di riarmo della Germania.
Adenauer si era opposto ai processi di Norimberga del 1945-46 e, dopo essere diventato cancelliere, aveva chiesto la scarcerazione dei "sette di Spandau", come erano chiamati i sette criminali di guerra condannati a Norimberga e detenuti nel carcere di Spandau.

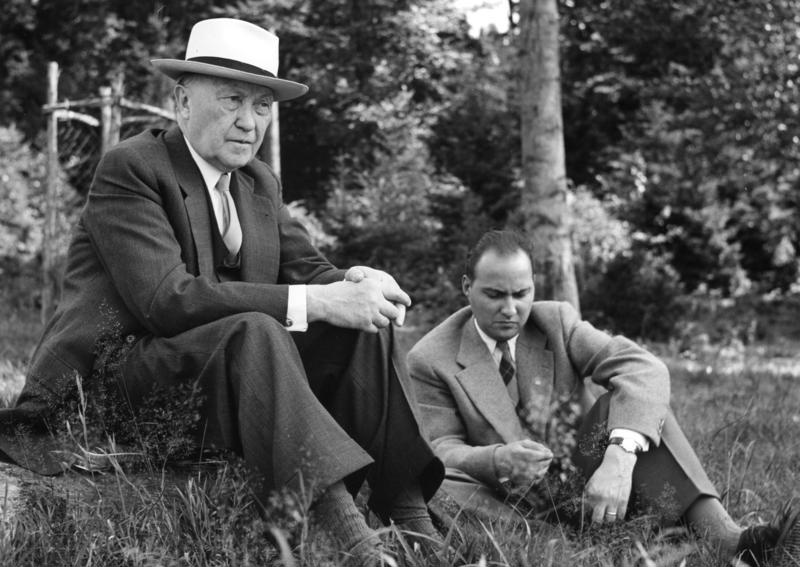
Konrad e Georg Adenauer

Nel 1954, annunciando la sua seconda visita a Roma, l'Unità, organo di stampa del Partito Comunista Italiano, lo definì «erede del Kaiser e di Hitler» e «capo del quarto Reich». Le proteste del movimento studentesco degli anni sessanta furono essenzialmente rivolte proprio contro il conservatorismo di Adenauer.
Gli elementi positivi della politica di Adenauer prevalgono oggi nell'opinione comune. I tedeschi, in un sondaggio del 2003, lo hanno votato come "il più grande tedesco di tutti i tempi" e in tutta Europa gli è stato riconosciuto il ruolo di primo piano nel processo di integrazione europea, come uno dei padri fondatori dell'Unione europea.

## Morte ed eredità

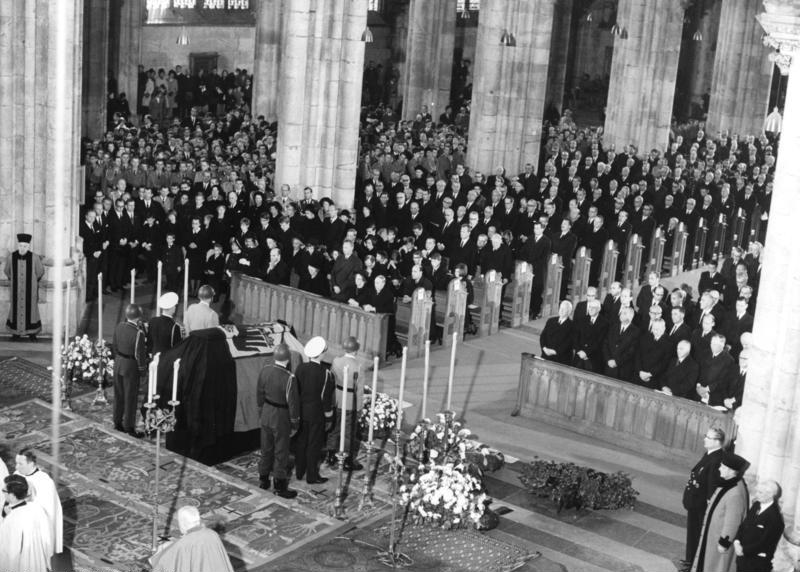
Servizio funebre per Adenauer nella cattedrale di Colonia

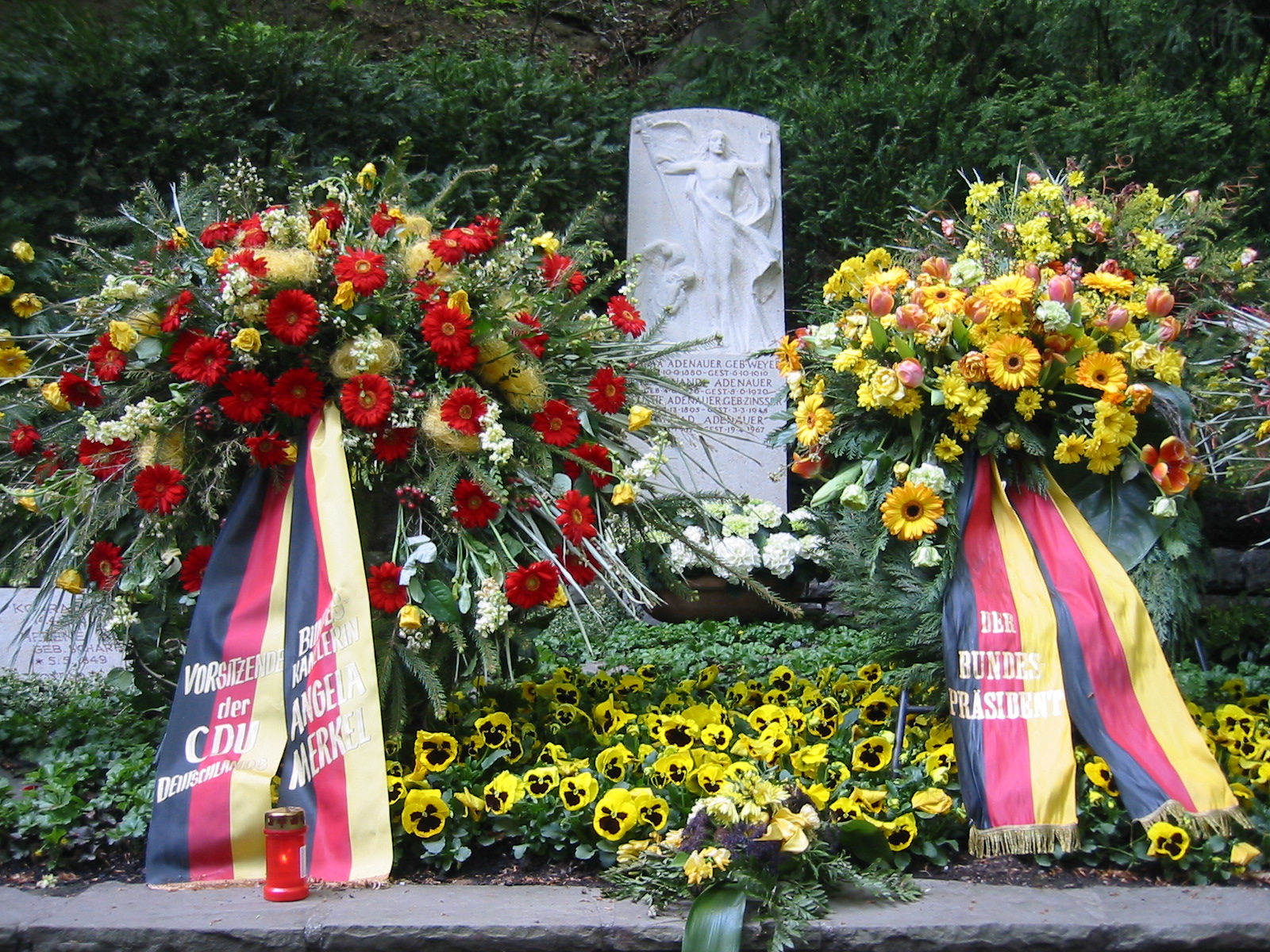
La tomba di Adenauer a Rhöndorf

Adenauer morì il 19 aprile 1967 nella casa di famiglia a Rhöndorf. Secondo sua figlia, le sue ultime parole furono "Da jitt et nix zo Kriesche!" (dialetto di Colonia: "Non c'è niente da piangerci!").
Per Konrad Adenauer si svolsero funerali di Stato nella cattedrale di Colonia, ai quali parteciparono un gran numero di leader mondiali, tra i quali il presidente degli Stati Uniti Lyndon B. Johnson. Dopo la messa e il servizio di requiem, i suoi resti furono portati a Rhöndorf sul Reno a bordo del Kondor, scortato da due altri mezzi d'attacco veloce della classe Jaguar della marina tedesca, il Seeadler e lo Sperber, mentre migliaia di persone stavano in silenzio su entrambe le sponde del fiume. È sepolto nel Waldfriedhof (in italiano: "cimitero forestale") di Rhöndorf.
Quando, nel 1967, dopo la sua morte avvenuta all'età di 91 anni, chiesero ai tedeschi che cosa ammirassero di più di Adenauer, la maggioranza rispose l'aver riportato a casa gli ultimi prigionieri di guerra tedeschi dall'URSS, il che era diventato noto come il "Ritorno dei 10.000".
Nel 2003 Adenauer è stato votato come il 'più grande tedesco di tutti i tempi' in un concorso, nel quale sono stati espressi più di tre milioni di voti, chiamato Unsere Besten e prodotto da un'emittente televisiva tedesca del servizio pubblico ZDF. Adolf Hitler e altri nazisti sono stati esclusi dalle nomination.
Adenauer è stato uno dei soggetti principali di una delle monete commemorative della nascita dell'Europa unita: la moneta d'oro del Belgio, coniata nel 2002, che mostra sul recto i tre pionieri dell'unificazione, Robert Schuman, Paul-Henri Spaak e Konrad Adenauer.

## Opere
- Memorie 1945-1953, Mondadori, Milano, 1966 - Titolo Originale Erinnerungen 1945-1953